# 瓦房子镇
瓦房子镇，是中华人民共和国辽宁省朝阳市朝阳县下辖的一个乡镇级行政单位。

## 行政区划
瓦房子镇下辖以下地区：
团山子村、上三家子村、三官营子村、新农村、局子沟村、马台子村、大杖子村和杨树沟村。